# (15677) 1980 TZ5
(15677) 1980 TZ5 est un astéroïde de la ceinture principale de 10,370 km de diamètre découvert en 1980.

## Description
(15677) 1980 TZ5 a été découvert le 14 octobre 1980 à près de la ville de Nankin en République populaire de Chine, par l'observatoire de la Montagne Pourpre.

### Caractéristiques orbitales
L'orbite de cet astéroïde est caractérisée par un demi-grand axe de 2,85 UA, un périhélie de 2,42 UA, une excentricité de 0,15 et une inclinaison de 13,33° par rapport à l'écliptique. Du fait de ces caractéristiques, à savoir un demi-grand axe compris entre 2 et 3,2 UA et un périhélie supérieur à 1,666 UA, il est classé, selon la JPL Small-Body Database, comme objet de la ceinture principale.

### Caractéristiques physiques
(15677) 1980 TZ5 a une magnitude absolue (H) de 12,2 et un albédo estimé à 0,237, ce qui permet de calculer un diamètre de 10,370 km. Ces résultats ont été obtenus grâce aux observations du Wide-Field Infrared Survey Explorer (WISE), un télescope spatial américain mis en orbite en 2009 et observant l'ensemble du ciel dans l'infrarouge, et publiés en 2014 dans un article présentant les résultats concernant 2 835 astéroïdes de la ceinture principale.